# میخالوویتسه (ناحیه لیتومیریتسه)
میخالوویتسه (به چکی: Michalovice) یک منطقهٔ مسکونی در جمهوری چک است که در ناحیه لیتومیریتسه واقع شده‌است. میخالوویتسه ۰٫۸۲ کیلومتر مربع مساحت و ۱۵۱ نفر جمعیت دارد و ۲۴۵ متر بالاتر از سطح دریا واقع شده‌است.